# 汪贊綸

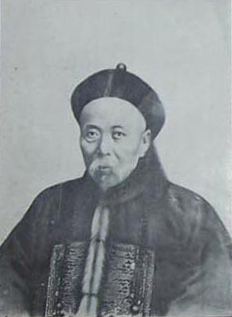
作黼府君像

汪赞綸（1839年—1921年），字作黼，号铜沙余叟，江苏常州人。清末官員。
生于道光十九年（1839年）七月十五日。光绪二十一年（1895年）乙未二甲进士，同年五月，以主事分部学习，任工部主事，改安徽泾县、太平县县令，候補知州。民国初，被推為江苏典业公会会长。民国八年（1919年）底與金武祥、钱振锽等文人创设苔岑吟社。民国十年（1921年）三月四日逝世。